# Выставочный центр Вероны
Выставочный центр Вероны (итал. Fiera di Verona) — главный выставочный центр итальянского города Верона. Данный комплекс является одним из старейших и наиболее посещаемых выставочных центров мира. Основан в 1898 году при принце Викторе Эммануиле III. Выставочный центр расположен в промышленной зоне города, общая площадь выставочного центра Veronafiere составляет 350 тыс. кв. м. Ежегодно здесь проводится более 30 международных выставок, в рамках которых около 14 тыс. экспонентов представляют свою продукцию сотням посетителей. Ежегодное число посетителей составляет более 1.100.000 человек. Во всех залах и павильонах выставочного комплекса установлена система климат-контроля, что позволяет использовать их 365 дней в году. Кроме того, Veronafiere — единственный выставочный комплекс мира, где работают установки для отсасывания дыма.

## Крупные мероприятия
Ежегодно Выставочный центр принимает такие выставки как:
- Geo-Oikos: Новые территории(Обзор выполненных работ и проектов на тему города, строительства и в сфере окружающей среды);
- Abitare il Tempo: выставка дизайн интерьера
- ArtVerona[2]: Национальная выставка современного Искусства;
- Elettroexpo[3]: выставка электроники и радиолюбителей;
- Fieragricola[4]: сельскохозяйственная выставка;
- Fieracavalli[5]: лошадиная выставка;
- Luxury & Yachts: международная выставка премиум-класса;
- JOB&Orienta[6]: выставка профессиональной ориентации;
- Marmomac[7]: выставка мрамора, дизайна и технологии обработки камня;
- Model Expo Italy[8]: выставка статического и динамичного макетирования;
- Motor Bike Expo[9]: выставка мототехники;
- Nauticshow: международная выставка судовождения;
- Samoter[10]: выставка строительной техники;
- Vinitaly[11]: выставка вина;
- Vivi la Casa: выставка мебели.